# Abrigo del Arquero de los Callejones Cerrados
El abrigo del Arquero de los Callejones Cerrados es un abrigo rocoso situado en el paisaje protegido de los Pinares de Rodeno, dentro del término municipal de Albarracín, en la provincia de Teruel (Aragón, España). Es uno de los 758 yacimientos de arte rupestre, que fueron añadidos en 1998 al Patrimonio de la Humanidad como parte del sitio Arte rupestre del arco mediterráneo de la península ibérica (ref. 874.606).

## Ubicación
El abrigo del Arquero  se ubica dentro del paraje de los pinares de Rodeno, en el término municipal de Albarracín, Teruel. Es una zona de pinares con numerosos afloramientos rocosos, que permiten la existencia de innumerables abrigos y cavidades rocosas en la zona. El sitio es fácilmente accesible desde Albarracín por la carretera local que atraviesa los pinares de Rodeno hacia Bezas. Una zona de estacionamiento de vehículos situada a 5 km de Albarracín en mitad del paisaje protegido de los Pinares de Rodeno marca el punto de información y lugar de inicio más habitual de una serie de senderos señalizados, que permiten llegar fácilmente al abrigo del Arquero y a casi otra docena de yacimientos con pinturas rupestres situados en las inmediaciones que también son fácilmente visitables. 
El llamado sendero del Arrastradero, comienza en el aparcamiento y permite en un recorrido circular de 2.5 km visitar no solo el abrigo del Arquero, sino también el abrigo de los Ciervos, el abrigo de las Figuras Diversas,  el abrigo del Medio Caballo, el abrigo de los Dos Caballos y La Cocinilla del Obispo.

## Historia
Las pinturas rupestres de este abrigo fueron descubiertas por el arqueólogo turolense Martín Almagro Basch, quien publicó un primer estudio en 1953. Se encontraron a poco más de 500 metros de distancia de La Cocinilla del Obispo, otro abrigo, cuyas pinturas rupestres eran conocidas desde al menos la última década del siglo XIX. Estudios posteriores han permitido identificar y catalogar más representaciones dentro de este abrigo. Esta labor se debe principalmente al arqueólogo Octavio Collado.
En 1998 fue catalogado como uno de los 758 yacimientos de arte rupestre inscritos como parte del sitio Arte rupestre del arco mediterráneo de la península ibérica dentro del Patrimonio de la Humanidad.
Este abrigo está incluido dentro de la relación de cuevas y abrigos con manifestaciones de arte rupestre considerados Bienes de Interés Cultural en virtud de lo dispuesto en la disposición adicional segunda de la Ley 3/1999, de 10 de marzo, del Patrimonio Cultural Aragonés. Este listado fue publicado en el Boletín Oficial de Aragón del día 27 de marzo de 2002.

## Descripción

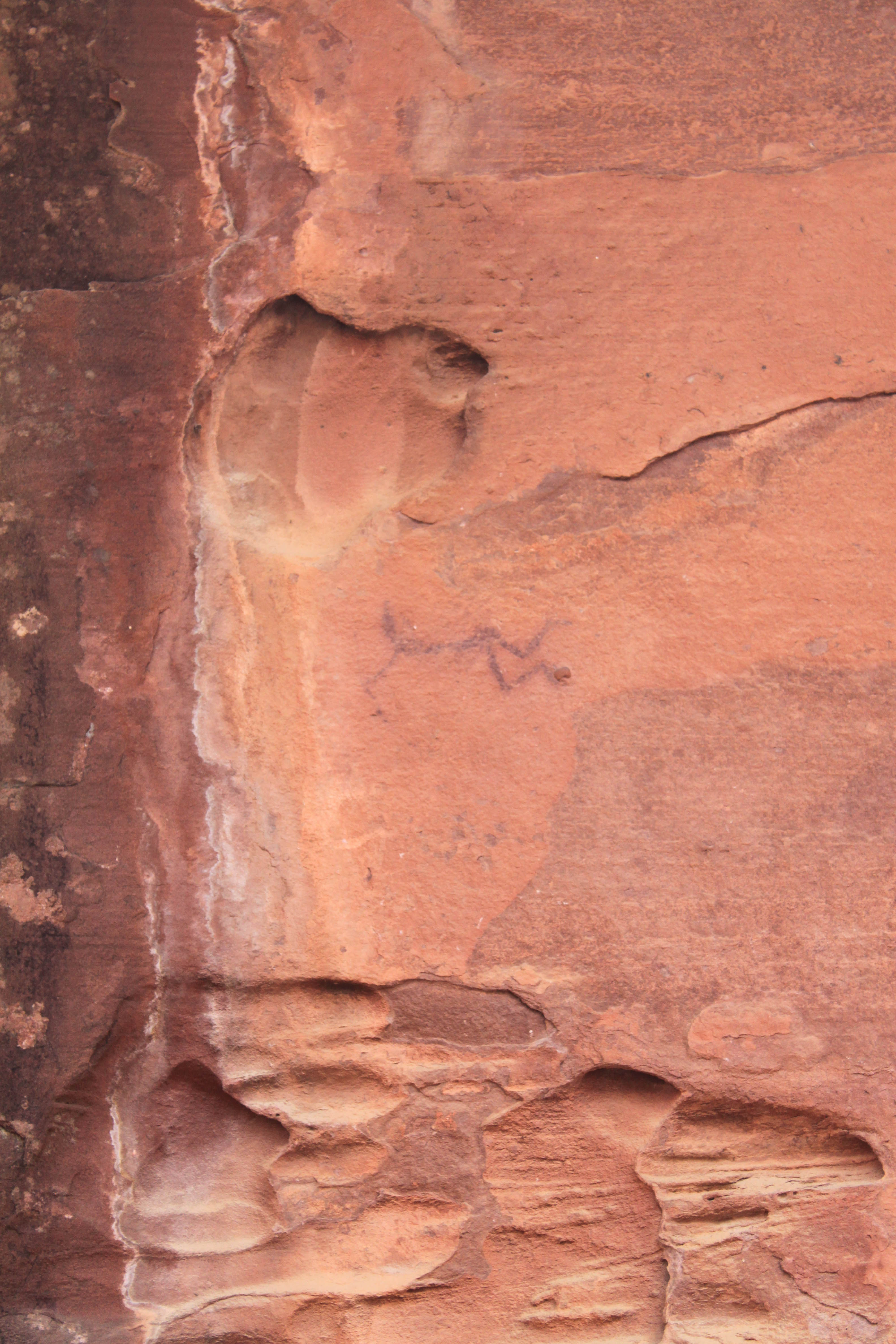
Detalle de la figura del arquero que da nombre al abrigo

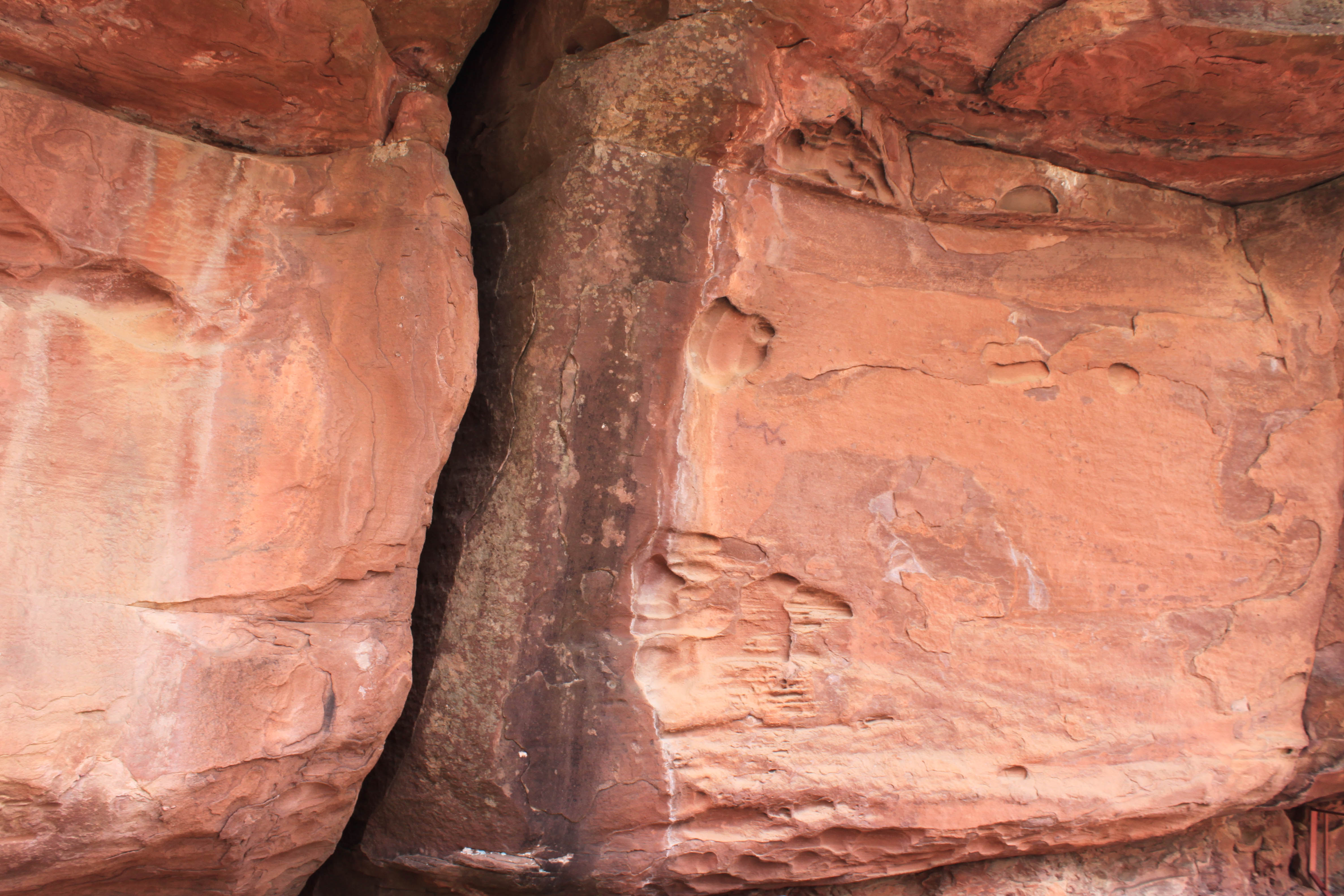
Detalle de la figura del arquero que da nombre al abrigo

En su interior se encuentra un friso de 9 m de ancho que conserva dos paneles con trece figuras de estilo levantino que representan una escena de caza, una figura femenina y bóvidos, équidos y un cáprido. En su ejecución se utilizó pintura lineal aplicada con tintas planas de color rojizo y violáceo.
Existe un tercer panel situado en el extremo derecho con varios antropomorfos y cuadrúpedos, pero apenas es perceptible.
En el centro del abrigo se encuentra la representación del arquero de color violáceo oscuro, que da nombre a la cavidad. La figura del arquero mide 19 cm de longitud. El personaje está desnudo, en disposición horizontal con la intención de disparar el arco. Su cabeza alargada está tocada con una especie de casco o sombrero alto. El arquero apoya sus piernas flexionadas sobre un pequeño canto natural de la pared.
En el extremo izquierdo del abrigo se ha pintado una figura humana muy estilizada, probablemente femenina, de color pardo-rojizo. 

## Datación
Las pinturas probablemente son del Neolítico (aprox. 5000-2500 a. C.). 